# Najiu
Najiu (kinesiska: 纳久, 纳久乡) är en socken i Kina. Den ligger i den autonoma regionen Tibet, i den sydvästra delen av landet, omkring 740 kilometer väster om regionhuvudstaden Lhasa. Antalet invånare är 1 202. Befolkningen består av 600 kvinnor och 602 män. Barn under 15 år utgör 31 %, vuxna 15-64 år 63 %, och äldre över 65 år 4,0 %.
Genomsnittlig årsnederbörd är 493 millimeter. Den regnigaste månaden är juli, med i genomsnitt 108 mm nederbörd, och den torraste är november, med 13 mm nederbörd.